# Saperda caroli
Saperda caroli is een uitgestorven kever uit de familie van de boktorren (Cerambycidae). De soort is bekend uit het vroege eoceen. De wetenschappelijke naam van de soort werd voor het eerst geldig gepubliceerd in 2015 door Francesco Vitali.